# Hauptmann von Kafarnaum

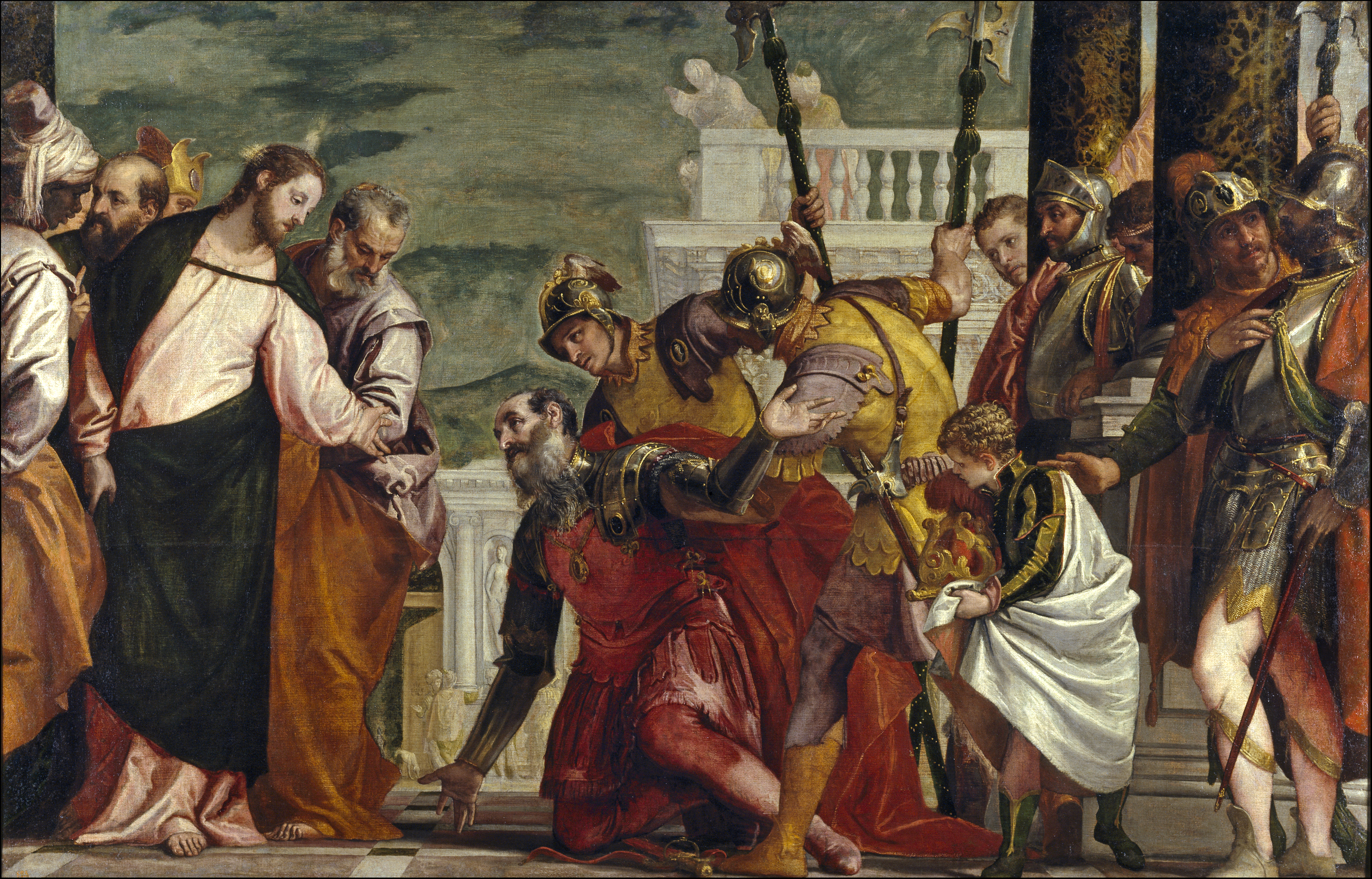
Jesus und der Hauptmann von Kafarnaum, Gemälde von Paolo Veronese, entstanden ca. 1571

Die Erzählung vom Hauptmann von Kafarnaum (bekannt auch als Hauptmann von Kapernaum) findet sich im Evangelium nach Matthäus (8,5–13 ) – in der Reihe der Heilungen und Wunder Jesu – und parallel dazu im Evangelium nach Lukas (7,1–10 ), jedoch nicht im Evangelium nach Johannes (4,46–54 ). Trotz Ähnlichkeiten wird bei Johannes eine leicht abweichende Geschichte von Kana erzählt.
Die Erzählung vom Hauptmann von Kafarnaum berichtet von Jesu Heilung des Dieners eines Hauptmannes in Kafarnaum.

## Wortlaut
Der Text von 8,5–13  im Evangelium nach Matthäus lautet nach der Einheitsübersetzung:
5 Als er nach Kafarnaum kam, trat ein Hauptmann an ihn heran und bat ihn:
6 Herr, mein Diener liegt gelähmt zu Hause und hat große Schmerzen.
7 Jesus sagte zu ihm: Ich will kommen und ihn heilen. 
8 Da antwortete der Hauptmann: Herr, ich bin es nicht wert, dass du unter mein Dach einkehrst; aber sprich nur ein Wort, dann wird mein Diener gesund! 
9 Denn auch ich muss Befehlen gehorchen und ich habe selbst Soldaten unter mir; sage ich nun zu einem: Geh!, so geht er, und zu einem andern: Komm!, so kommt er, und zu meinem Diener: Tu das!, so tut er es.
10  Jesus war erstaunt, als er das hörte, und sagte zu denen, die ihm nachfolgten: Amen, ich sage euch: Einen solchen Glauben habe ich in Israel noch bei niemandem gefunden. 
11 Ich sage euch: Viele werden von Osten und Westen kommen und mit Abraham und Isaak und Jakob im Himmelreich zu Tisch sitzen;
12 aber die Söhne des Reiches werden hinausgeworfen in die äußerste Finsternis; dort wird Heulen und Zähneknirschen sein. 
13 Und zum Hauptmann sagte Jesus: Geh! Es soll dir geschehen, wie du geglaubt hast. Und in derselben Stunde wurde sein Diener gesund.

## Forschung zur Zweiquellentheorie
Aufgrund teilweise wörtlicher Übereinstimmung der Erzählung nach Matthäus und jener nach Lukas – in Abgrenzung zur Darstellung nach Johannes – wird heute allgemein angenommen, dass beiden Evangelisten eine gemeinsame Quelle vorlag, nämlich die Logienquelle Q.

## Deutungsaspekte
Der „Hauptmann“ wird im Urtext mit ἑκατοντάρχης (hekatontárchēs), der griechischen Übersetzung von lateinisch Centurio bezeichnet. Er ist ein Nichtjude, mutmaßlich in den Diensten von Herodes Agrippa. Da Jesus als Jude der Tora ("Fünf Bücher Mose") gehorcht, kann er dessen Haus nicht betreten. Die Heilungsmacht Jesu lässt sich davon aber nicht einschränken.
Ob das griechische Wort παῖς (paĩs) mit „Sohn“ oder mit „Diener“ (Einheitsübersetzung), bzw. „Knecht“ (Lutherbibel, Zürcher Bibel), richtig wiedergegeben wird, ist umstritten. Für „Sohn“ spricht, dass in V. 9 ein Sklave als δοῦλος (doũlos) bezeichnet wird, dass Mt 2,16 παῖς im Sinne von „Kind“ gebraucht, und dass in der ähnlichen Geschichte Mt 17,14–21 mit παῖς eindeutig der „Sohn“ gemeint ist.

## Liturgie

### Römisch-katholische Kirche
In der heiligen Messe ist das Demutswort des heidnischen Hauptmanns (V. 8) in abgewandelter Form das Gebet der Gläubigen vor der Kommunion; dessen Verständnis setzt die Kenntnis der Heilungsgeschichte voraus: Herr, ich bin nicht würdig, dass du eingehst unter mein Dach; aber sprich nur ein Wort, so wird meine Seele gesund.
Die Perikope ist in der Fassung von Lukas das Evangelium am 9. Sonntag im Jahreskreis (Lesejahr C). Die Perikope vom „königlichen Beamten, dessen Sohn krank war“ im Johannesevangelium ist am Montag der 4. Woche in der Fastenzeit als Evangelium vorgesehen.

### Evangelische Kirche
In der Liturgie der evangelischen Kirche ist die Perikope in der Fassung von Matthäus (Mt. 8,5-13) das Evangelium am 3. Sonntag nach Epiphanias und an diesem Sonntag auch Predigttext in der Reihe IV (siehe Perikopenordnung).